# Румынский, Александр Николаевич
Александр Николаевич Румынский (18 августа 1935, Соколово-Кундрюченский, Ростовская область — 6 июля 2006) — российский физик, доктор физико-математических наук (1979), заслуженный деятель науки РФ (1996), лауреат Государственной премии СССР (1985) и премии Н. Е. Жуковского 1-й степени (1969).

## Биография
Родился 18 августа 1935 года в поселке Соколово-Кундрюченский Красногвардейского района в многодетной семье колхозника, который позже работал сельским учителем.
Окончил (с медалью) среднюю школу № 6 в пос. Несветай ГРЭС (г. Красный Сулин, Ростовская обл.) и механико-математический факультет Московского университета (1957). Как отличник получил направление в НИИ-88 ЦНИИ машиностроения (г. Королёв Московской области), где работал всю последующую жизнь.
В 1961 году окончил аспирантуру МГУ, в следующем году защитил кандидатскую диссертацию.
В НИИ-88: инженер, старший инженер, старший научный сотрудник (1965), начальник сектора, с 1986 г. начальник лаборатории радиационной газодинамики и экспериментальной аэродинамики.
Умер 7 июля 2006 года. Похоронен на Аллее Почётных захоронений Невзоровского кладбища (Московская область, Пушкинский район).

## Научная деятельность
Основатель нового научного направления — «радиационная газодинамика».
Результаты его научных исследований использованы при разработке ракет-носителей. Провёл расчёты теплообмена орбитальных аппаратов «Восток», «Восход», «Союз», аппаратов «Зонд», «Луна — 16», и т. д.
С 1987 года по совместительству профессор Московского физико-технического института. Среди его учеников нобелевский лауреат по физике 2010 г. К. Новосёлов.

## Награды и звания
Доктор физико-математических наук (1979). Заслуженный деятель науки РФ (24.12.1996). Лауреат Государственной премии СССР (1985), премии Н. Е. Жуковского 1-й степени (1969).